# Hero Fiennes Tiffin
Hero Beauregard Faulkner Fiennes Tiffin (Londres, Inglaterra, 6 de noviembre de 1997) es un actor, modelo y productor británico. Es conocido principalmente por interpretar a Tom Riddle de 11 años de edad en Harry Potter y el misterio del príncipe y a Hardin Scott en la serie de películas After.
Con su primer papel protagónico en After: Aquí empieza todo, ganó el premio Teen Choice Awards como "Mejor Actor" de película Drama.
Fiennes Tiffin también participó con el papel de Ioan Fuller en la serie de drama y suspenso Safe, haciendo aparición en seis de los ocho episodios de la misma, y también tiene protagonismo en la cinta The Silencing así como en First Love.
Modeló para marcas como Dolce & Gabbana, H&M, Ferragamo, y Woolrich.

## Biografía
Hero Fiennes-Tiffin nació en Londres, Inglaterra, como el segundo hijo de los directores de cine George Tiffin y Martha Fiennes. Tiene un hermano mayor y una hermana menor y es miembro de la familia Twisleton-Wykeham-Fiennes, siendo bisnieto de Sir Maurice Fiennes. Sus tíos son los actores Ralph Fiennes y Joseph Fiennes. Estudió en la Escuela Emanuel en Battersea.

## Trayectoria
Hero Fiennes Tiffin se ganó en 2009, a la edad de 12 años, el papel de la versión joven de Lord Voldemort en la sexta película de la saga cinematográfica de Harry Potter, Harry Potter y el misterio del príncipe. David Yates, el director de la película, dijo que Hero fue elegido para interpretar al joven Tom Riddle debido a su capacidad para encontrar “el lado oscuro”, mientras leía sus líneas. Yates dijo que Hero no obtuvo el papel debido a su relación familiar con Ralph Fiennes, quién es su tío materno y quien interpretó a Lord Voldemort en su versión adulta, pero admitió que el parecido físico de los actores debido a su vínculo familiar fue un “factor decisivo”.
El 8 de mayo de 2018 fue seleccionado para protagonizar, junto a Josephine Langford, la adaptación cinematográfica de la novela After: Aquí empieza todo, basada en el libro del mismo nombre de la escritora estadounidense Anna Todd. Las grabaciones comenzaron el 16 de julio de 2018 y terminaron el 24 de agosto de 2018. La película se estrenó mundialmente en cines el 12 de abril de 2019. Luego repitió su papel en la segunda película After: en mil pedazos, la cual se estrenó en septiembre de 2020, y en la tercera película After: almas perdidas, estrenada en septiembre de 2021. La última película After Everything se estrenó el 13 de septiembre de 2023.

## Filmografía

### Cine
| Año  | Título                                                 | Papel                   |
| ---- | ------------------------------------------------------ | ----------------------- |
| 2007 | Bigga Than Ben                                         | Spartak                 |
| 2009 | Harry Potter y el misterio del príncipe                | Tom Riddle (de 11 años) |
| 2012 | Private Peaceful                                       | Joven Charlie           |
| 2016 | Possession With Intent To Supply                       | Jack                    |
| 2017 | ERDEM X H&M: The Secret Life of Flowers (cortometraje) | Adam                    |
| 2019 | After: Aquí empieza todo                               | Hardin Scott            |
| 2020 | Cazador de silencio                                    | Brooks Gustafson        |
| 2020 | After: en mil pedazos                                  | Hardin Scott            |
| 2021 | After: almas perdidas                                  | Hardin Scott            |
| 2022 | After: amor infinito                                   | Hardin Scott            |
| 2022 | First Love                                             | Jim Albright            |
| 2022 | La mujer rey                                           | Santo Ferreira          |
| 2023 | After Everything                                       | Hardin Scott            |
| 2024 | The Ministry of Ungentlemanly Warfare                  | Henry Hayes             |

### Televisión
| Año  | Título      | Papel       | Notas                   |
| ---- | ----------- | ----------- | ----------------------- |
| 2018 | Safe        | Ioan Fuller | 6 episodios             |
| 2018 | The Tunnel  | Leo         | Temporada 3, episodio 5 |
| 2019 | Cleaning Up | Jake        | 5 episodios             |

## Premios y nominaciones
| Año  | Premio                     | Categoría                         | Trabajo nominado         | Resultado |
| ---- | -------------------------- | --------------------------------- | ------------------------ | --------- |
| 2019 | Teen Choice Awards         | Mejor actor de película dramática | After: Aquí empieza todo | Ganador   |
| 2019 | Festival de cine de Ischia | Estrella en crecimiento           | After: Aquí empieza todo | Ganador   |
| 2019 | Just Jared Jr's Fan Awards | Actor joven favorito              | After: Aquí empieza todo | Ganador   |